# یک ماه عسل واخورده
یک ماه عسل واخورده (انگلیسی: A Bankrupt Honeymoon) یک فیلم کمدی صامت کوتاه آمریکایی به کارگردانی لوئیس سایلر است که در سال ۱۹۲۶ منتشر شد. از بازیگران این فیلم می‌توان به اولیور هاردی، هارولد گودوین، سیدنی بریسی، هری دانکینسون و شرلی پالمر اشاره کرد.